# Top Gear (série de jogos eletrônicos)
Top Gear é uma série de jogos eletrônicos de corrida publicada pela Kemco. O primeiro jogo da série foi lançado em abril de 1992 e obteve recepção positiva, especialmente no Brasil.

## Jogos Publicados
- Top Gear (1992), para Super Nintendo Entertainment System (SNES)
- Top Gear 2  (1993), para SNES, Mega Drive e Amiga
- Top Gear 3000 (1995), para SNES
- Top Gear Rally (1997), para Nintendo 64
- Top Gear Overdrive (1998), para Nintendo 64
- Top Gear Rally 2 (1999) para Nintendo 64
- Top Gear Hyper Bike (2000), para Nintendo 64
- Top Gear: Dare Devil (2000), para PlayStation 2 (PS2)
- Top Gear RPM Tuning (2004), para PlayStation 2, PC, e Xbox

### Portáteis
- Top Gear Pocket (1999), para Game Boy Color (GBC)
- Top Gear Pocket 2 (2000), para Gamer Boy Color (GBC)
- Top Gear GT Championship (2001), para Game Boy Advance (GBA)
- Top Gear Rally (2003), para Gamer Boy Advance GBA
- Top Gear: Downforce (2006), para Nintendo DS